# Rage Against the Machine
 Ovo je glavno značenje pojma Rage Against the Machine. Za prvi album ovog sastava pogledajte Rage Against the Machine (album).
Rage Against the Machine, također poznat kao RATM ili jednostavno Rage je američki rock sastav zapažen po promicanju mješavine hard rocka i rapa (poznate kao rapcore), kao i po svojim ljevičarskim uvjerenjima. Na vrhuncu prije raspada u 2000., Rage Against the Machine je jedan od najpopularnijih političkih hard rock sastava svih vremena, i u svakom slučaju 1990ih.
Rage je inspiraciju dobivao iz ranog metala i rapa poput Public Enemya i Afrika Bambaatea. Spajanje raznih tipova rime i vokalnih izvođenja pjesmi, zajedno s Tom Morellovim virtuoznim sviranjem gitare, čine RATM teškim za svrstati u određeni glabeni žanr.
Sastav je u studenom 2019. godine, objavio kako će se ponovno okupiti te kako će krenuti s koncertima 2020. godine.

## Povijest

### Početak
Tom Morello je napustio svoj stari sastav Lock Up i odlučio započeti novi. Morello je u jednom Los Angeleskom klubu upoznao Zacha koji je tamo repao. Predložio mu je da mu se pridruži. Morello je pozvao u sastav bubnjara koji je bio na audiciji za Lock Up, Brada Wilka, dok je Zach nagovorio svog prijatelja iz djetinjstva, Commerfolda da im se pridruži na basu. Ime sastava je došlo od Zacha, Rage Against the Machine je trebao biti naziv njegovog albuma ali kako nikad nije izašao iskorišten je za ime novog sastava. Prvi nastup su imali u kući Timovog prijatelja. Ubrzo su snimili demokasetu s 12 pjesmi i nakon što je nekoliko izdavačkih kuća pokazalo interes potpisali su za Epic Records.

### Raspad
Dana 18. listopada 2000. Zach de la Rocha je odlučio istupiti iz sastava, zbog različitih želja članova, te ponajprije jer je osjećao da bi daljnje postojanje potkopalo njihove rezulate kao glazbenika i aktivista.

## Članovi
- Zach de la Rocha - pjevač
- Tom Morello - gitarist
- Tim Commerford - bas-gitarist i pomoćni vokal
- Brad Wilk - bubnjevi

## Diskografija

### Albumi
- Rage Against the Machine (1992.)
- Evil Empire (1996.)
- Live & Rare (1998.)
- The Battle of Los Angeles (1999.)
- Renegades (2000.)
- Live at the Grand Olympic Auditorium (2003.)

### DVD
- Rage Against the Machine (video) (1998.)
- The Battle of Mexico City (2001.)
- Live at the Grand Olympic Auditorium (video) (2003.)
- Live at Finsbury Park (2015.)

## Vanjske poveznice
- Službeni Rage Against the Machine site koji sadrži kronologiju benda  Arhivirana inačica izvorne stranice od 16. veljače 2007. (Wayback Machine)
- Axis of Justice  Arhivirana inačica izvorne stranice od 29. kolovoza 2002. (Wayback Machine) aktivistički site Toma Morella i Serja Tankiana
- Zack de la Rocha Network (Aktivan RATM Forum i rasprava)
- Biografija (Muzika.hr)  Arhivirana inačica izvorne stranice od 9. lipnja 2009. (Wayback Machine)